# تلمبه غلامحسین خان معصومی
تلمبه غلامحسین خان معصومی یک منطقهٔ مسکونی در ایران است که در دهستان فسارود واقع شده‌است.